# Telefe
«Телефе́» (исп. Telefe; аббревиатура от Televisión Federal) — крупнейшая аргентинская телекомпания.
Канал начал вещание 19 декабря 1957 года, однако название «Telefe» носит только с весны 1990 года. Обладает наибольшим охватом аудитории Аргентины (95 % населения). Штаб-квартира находится в Буэнос-Айресе.

## История компании
С 1990 года телекомпания прочно удерживала лидирующие позиции, пока в начале 2010 года не заняла руководящий пост Мариса Бадья (Marisa Badía). Следующие два года телекомпания серьёзно теряет рейтинг. Ситуация налаживается с приходом Томаса Янкелевича и выходом таких проектов как: «Сладкая любовь», «Выпускники» (оба — теленовеллы) и «La Voz Argentina» (аналог российского проекта «Голос»).
С 2007 года компания инвестирует средства в производство полнометражных фильмов. Яркий пример — картина «Тайна в его глазах» (El secreto de sus ojos), в 2010 году получившая премию «Оскар» в номинации «Лучший фильм на иностранном языке».
В 2013 году канал запустил сразу несколько проектов, среди которых: «Союзники» (исп. «Aliados»), «Война соседей» (исп. «Los Vecinos en Guerra»), «Женаты… с детьми» (исп. «Casados… con hijos»).
В начале 2014 года телеканал вновь признали самым популярным благодаря таким хитам как: «Мы — семья» (исп. «Somos familia»), «Господа папочки» (исп. «Señores papis») и «Проспект Бразилии» (исп. «Avenida Brasil»).
За свою историю компания выпустила целый ряд успешных проектов. Многие из них полюбились российскому телезрителю: «Чёрная жемчужина» (исп. «Perla negra»), «Яго, тёмная страсть» (исп. «Yago, pasión morena»), «Добрые соседи» (исп. «Buenos vecinos») и «Дикий ангел» (исп. «Muñeca brava»).
15 ноября 2016 года испанская телекоммуникационная компания Telefónica продала свой аргентинский телевизионный бизнес (включая Telefe) американскому медиаконгломерату Viacom (ныне Paramount Global).

## Продукция
Теленовеллы
- «Чёрная жемчужина» (исп. «Perla negra»), 1994—1995
- «Цыганка» (исп. «Zíngara»), 1996
- «Миледи» (исп. «Milady, la historia continúa»), 1997—1998
- «Дикий ангел» (исп. «Muñeca brava»), 1998—1999
- «Провинциалка» (исп. «Cabecita»), 1999—2000
- «Добрые соседи» (исп. «Buenos vecinos»), 1999—2001
- «Дикая луна» (исп. «Luna salvaje»), 2000—2001
- «Яго, тёмная страсть» (исп. «Yago, pasión morena»), 2001—2002
- «Провоцируй меня» (исп. «Provócame»), 2001—2002
- «Влюблённые в танго» (исп. «Franco Buenaventura el profe»), 2002
- «Качорра» (исп. «Kachorra»), 2002
- «Максимо в моём сердце» (исп. «Máximo corazón»), 2002—2003
- «Навеки Джулия» (исп. «Resistiré»), 2003
- «Тайна Лауры» (исп. «Culpable de este amor»), 2004
- «Телохранитель» (исп. «Amor en Custodia»), 2005
- «Монтекристо» (исп. «Montecristo»), 2006
- «Сладкая любовь» (исп. «Dulce amor»), 2012—2013
- «Господа папочки» (исп. «Señores Papis»), 2014